# Giải bóng đá Chūgoku
Giải bóng đá Chūgoku (中国サッカーリーグ) là một giải bóng đá Nhật Bản diễn ra tại 5 tỉnh của Chūgoku: Tottori, Shimane, Okayama, Hiroshima và Yamaguchi. Đây là một trong chín Giải khu vực Nhật Bản, hạng đấu thứ năm trong Hệ thống các giải đấu bóng đá Nhật Bản.

## Lịch sử
Giải đấu được thành lập năm 1973 với sáu đội của Chūgoku: Mazda Auto Hiroshima, Sư phạm Hiroshima, Đóng tàu Mitsui, Mitsubishi Oil, Mitsui Oil và Hitachi Works Kasado. Thể thức là giải đấu vòng tròn  hai lượt; một sân nhà và một sân khách. Đội thắng được hai điểm, một điểm cho một trận hòa và không điểm khi thua. Vị trí được quyết định bằng số điểm.
Mùa giải sau đó, số đội được nâng lên 8. Tuy nhiên Mitsui Oil bỏ cuộc vào năm 1975 vì tai nạn tràn dầu của công ty mẹ, nên giải đấu chỉ còn 7 đội. Cuối những năm 1980, Kawasaki Seitetsu Mizushima SC và Mazda Auto Hiroshima SC giành quyền thăng hạng Japan Soccer League. Mặc dù Kawasaki Seitetsu Mizushima SC có thể tránh được việc trở lại Chūgoku League, Mazda Auto Hiroshima SC thì xuống hạng ngay sau khi lên hạng hai lần.
Năm 1991 thể thức thi đấu được thay đổi, 3 điểm cho một trận thắng thay vì 2.
Từ 1997 sút luân lưu được đưa vào để quyết định thắng thua. Nếu kết thúc 90 phút mà vẫn hòa thì loạt sút luân lưu sẽ diễn ra. Đội thắng sẽ giành được 2 điểm (thay vì 3) còn đội thua được 1 điểm (thay vì 0).
Những năm 2000, SC Tottori, Mitsubishi Motors Mizushima F.C. và Fagiano Okayama giành quyền lên JFL.
Từ năm 2007 sút luân lưu được loại bỏ, các trận đấu diễn ra bình thường. Các đội thi đấu thi đấu cả trên sân nhà và sân khách (mỗi đội sẽ thi đấu 18 trận), và có những phương pháp thích hợp đã được quyết định để xác định vị trí của các đội có cùng số điểm (hiệu số, ghi được nhiều bàn hơn, kết quả với từng đội). Dựa vào kết quả đó, 4 đội dẫn đầu sẽ được chia ra với 4 đội tiếp theo (từ 5 đến 8). Các đội sẽ thi đấu theo bảng nhỏ hơn với một lượt, nghĩa là bảng xếp hạng cuối cùng gồm 21 trận. Như thế có nghĩa là những đội xếp thứ 9 và 10 sẽ không còn cơ hội lên hạng sau 18 trận.
Từ 2008, giải đấu gồm 10 đội. Năm 2009, việc chia hai được loại bỏ, việc thi đấu hai lượt đi về được diễn ra.

## Xuống hạng
Giống như JFL, các trận đấu diễn ra hai hiệp mỗi hiệp 45 phút. Đội thắng được 3 điểm, hòa được 1 điểm còn thua được 0 điểm.
Đội vô địch sẽ đại diện Chūgoku tham dự Vòng chung kết Giải bóng đá các khu vực toàn Nhật Bản, với cơ hội lên JFL. Tùy thuộc vào từng năm, hai hoặc nhiều đội hơn có thể được mời.

## Các đội tham dự

### Mùa 2015
Dưới đây là mười đội tham dự xếp theo vị trí cuối cùng mùa trước.
- Dezzolla Shimane (Hamada, Shimane)
- Câu lạc bộ bóng đá Matsue City (Matsue, Shimane)
- Mitsubishi Motors Mizushima F.C. (Kurashiki, Okayama)
- Câu lạc bộ bóng đá Fuji Xerox Hiroshima (Hiroshima, Hiroshima)
- JX Nippon Oil & Energy Mizushima F.C. (Kurashiki, Okayama)
- Câu lạc bộ bóng đá NTN Okayama (Bizen, Okayama)
- SRC Hiroshima (Hiroshima, Hiroshima)
- Sagawa Express Chugoku S.C. (Hiroshima, Hiroshima)
- S.C. Matsue (Matsue, Shimane)
- Đại học Quốc tế Pacific (Okayama, Okayama)

### Các câu lạc bộ cũ
| Tottori - Yonago SC - SC Tottori (Sư phạm Tottori) - Câu lạc bộ bóng đá Tottori Kickers - Câu lạc bộ bóng đá Genki - SC Tottori Dreams Shimane - Masuda Club - Iwami F.C. | Okayama - Fagiano Okayama Next - Câu lạc bộ bóng đá Đóng tàu Mitsui - Mitsui Oil - Kawasaki Seitetsu Mizushima SC - Okayama Teachers FC - Fagiano Okayama Yamaguchi - FC Ube Yahhh-Man - Tanabe Mitsubishi - Renofa Yamaguchi F.C. - Hitachi Works Kasado SC | Hiroshima - Hiroshima City Hall - Yamakou FC - Nisshin Steel Kure - Hiroshima FC - Ẽfini Hiroshima S.C. (Mazda Auto Hiroshima SC) - Hiroshima Fujita SC - Matsuda SC - Sanfrecce Hiroshima (Đội trẻ) - MTO Fukuyama FC (JFE Steel West Japan) |

## Lên hạng và Xuống hạng

### Lên hạng từ Chūgoku Soccer League
Về cơ bản, đội vô địch giải đấu sẽ lên hạng cao hơn, nếu cần thiết thì sẽ thi đấu giải đấu riêng quốc gia. Cho đến mùa 1976, Giải bóng đá vô địch toàn Nhật Bản được sử dụng thì đội vô địch và á quân sẽ lên hạng thay cho hai đội xếp cuối JSL. Tuy nhiên, từ 1977 Vòng chung kết Giải bóng đá các khu vực toàn Nhật Bản trở thành giải đấu để lựa chọn các đội. Dưới đây là các đội được lên hạng từ Chūgoku Soccer League.
- JSL 2 (1973 - 1991)
  - 1985：Kawasaki Seitetsu Mizushima SC
  - 1986：Mazda Auto Hiroshima SC (Xuống hạng năm 1987)
  - 1988：Mazda Auto Hiroshima SC (Xuống hạng năm 1989)
- JFL (1999–nay)
  - 2000：SC Tottori
  - 2004：Mitsubishi Motors Mizushima F.C.
  - 2007：Fagiano Okayama

### Lên hạng từ các Giải tỉnh
Hai đội xếp đầu của mỗi giải trong 5 tỉnh của Chūgoku sẽ tham dự vòng đấu tranh lên hạng. Các đội sẽ chia làm hai bảng, đội nhất của mỗi bảng sẽ lên Chūgoku Soccer League. Tuy nhiên, tuy nhiên phụ thuộc vào việc lên xuống hạng của các đội JFL, số đội lên hạng có thể được thay đổi.

### Xuống các Giải tỉnh
Hai đội xếp thứ 9 và 10 sẽ xuống Giải tỉnh của họ.

## Xếp hạng chung cuộc
Các đội xanh tham dự Giải đấu tranh lên hạng quốc gia, in đậm là đội giành quyền lên hạng.

### 1973 tới 1987
|    | Năm  | Số đội | 1                              | 2                        | 3                              | 4                        | 5                              | 6                                | 7                                | 8                                | Ghi chú            |    |
| -- | ---- | ------ | ------------------------------ | ------------------------ | ------------------------------ | ------------------------ | ------------------------------ | -------------------------------- | -------------------------------- | -------------------------------- | ------------------ | -- |
| 1  | 1973 | 6      | Mazda Auto Hiroshima SC        | Hiroshima Teachers       | Mitsui Shipbuilding S.C.       | Mitsubishi Oil Mizushima | Mitsui Oil                     | Hitachi Works Kasado SC          | -                                | -                                | 6 đội              | 1  |
| 2  | 1974 | 8      | Hiroshima Fujita SC            | Mitsui Shipbuilding S.C. | Hiroshima Teachers             | Mazda Auto Hiroshima SC  | Mitsubishi Oil Mizushima       | Nihon Seikoukure                 | Hitachi Works Kasado SC          | Mitsui Oil                       | Mở rộng lên 8 đội  | 2  |
| 3  | 1975 | 7      | Hiroshima Fujita SC            | Mitsui Shipbuilding S.C. | Hiroshima Teachers             | Nihon Seikoukure         | Hitachi Works Kasado SC        | Mazda Auto Hiroshima SC          | Masuda Club                      | -                                | Mitsui Oil bỏ cuộc | 3  |
| 4  | 1976 | 8      | Hiroshima Fujita SC            | Mitsui Shipbuilding S.C. | Mitsubishi Oil Mizushima       | Mazda Auto Hiroshima SC  | Masuda Club                    | Hiroshima Teachers               | Nihon Seikoukure                 | Hitachi Works Kasado SC          |                    | 4  |
| 5  | 1977 | 8      | Mitsui Shipbuilding S.C.       | Mazda Auto Hiroshima SC  | Mitsubishi Oil Mizushima       | Hiroshima Fujita SC      | Masuda Club                    | Tanabe Mitsubishi                | Nihon Seikoukure                 | Hiroshima Teachers               |                    | 5  |
| 6  | 1978 | 8      | Mazda Auto Hiroshima SC        | Mitsui Shipbuilding S.C. | Tanabe Mitsubishi              | Mitsubishi Oil Mizushima | Kawasaki Seitetsu Mizushima SC | Hitachi Works Kasado SC          | Hiroshima Fujita SC              | Masuda Club                      |                    | 6  |
| 7  | 1979 | 8      | Mazda Auto Hiroshima SC        | Mitsubishi Oil Mizushima | Kawasaki Seitetsu Mizushima SC | Mitsui Shipbuilding S.C. | Tanabe Mitsubishi              | Mitsubishi Motors Mizushima F.C. | Hitachi Works Kasado SC          | Matsue City Football Club        |                    | 7  |
| 8  | 1980 | 8      | Kawasaki Seitetsu Mizushima SC | Masuda Club              | Tanabe Mitsubishi              | Mitsui Shipbuilding S.C. | Mazda Auto Hiroshima SC        | Yamaguchi Teachers               | Mitsubishi Motors Mizushima F.C. | Mitsubishi Oil Mizushima         |                    | 8  |
| 9  | 1981 | 8      | Kawasaki Seitetsu Mizushima SC | Mitsubishi Oil Mizushima | Mazda Auto Hiroshima SC        | Masuda Club              | Mitsui Shipbuilding S.C.       | Tanabe Mitsubishi                | Yamaguchi Teachers               | Mitsubishi Motors Mizushima F.C. |                    | 8  |
| 10 | 1982 | 8      | Kawasaki Seitetsu Mizushima SC | Yamaguchi Teachers       | Mitsubishi Oil Mizushima       | Mazda Auto Hiroshima SC  | Tanabe Mitsubishi              | Hitachi Works Kasado SC          | Masuda Club                      | Mitsui Shipbuilding S.C.         |                    | 10 |
| 11 | 1983 | 8      | Mazda Auto Hiroshima SC        | Yamaguchi Teachers       | Kawasaki Seitetsu Mizushima SC | Tanabe Mitsubishi        | Mitsubishi Oil Mizushima       | Mitsui Shipbuilding S.C.         | Hitachi Works Kasado SC          | Masuda Club                      |                    | 11 |
| 12 | 1984 | 8      | Kawasaki Seitetsu Mizushima SC | Mazda Auto Hiroshima SC  | Mitsubishi Oil Mizushima       | Yamaguchi Teachers       | Tanabe Mitsubishi              | Mitsui Shipbuilding S.C.         | Matsuda SC                       | Masuda Club                      |                    | 12 |
| 13 | 1985 | 8      | Kawasaki Seitetsu Mizushima SC | Hiroshima Teachers       | Matsuda SC                     | Mazda Auto Hiroshima SC  | Yamaguchi Teachers             | Tanabe Mitsubishi                | Mitsui Shipbuilding S.C.         | Mitsubishi Oil Mizushima         |                    | 13 |
| 14 | 1986 | 8      | Mazda Auto Hiroshima SC        | Hiroshima Teachers       | Yamaguchi Teachers             | Matsuda SC               | Mitsubishi Oil Mizushima       | Yonago FC                        | Mitsui Shipbuilding S.C.         | Tanabe Mitsubishi                |                    | 14 |
| 15 | 1987 | 7      | Matsuda SC                     | Hiroshima Teachers       | Yamaguchi Teachers             | Yonago FC                | Mitsubishi Oil Mizushima       | Tottori Teachers                 | Tanabe Mitsubishi                | -                                |                    | 15 |

### 1988 tới 2002
|    | Năm  | Số đội | 1                                | 2                                | 3                                | 4                                | 5                            | 6                        | 7                    | 8                            | 9                   | Ghi chú                      |    |
| -- | ---- | ------ | -------------------------------- | -------------------------------- | -------------------------------- | -------------------------------- | ---------------------------- | ------------------------ | -------------------- | ---------------------------- | ------------------- | ---------------------------- | -- |
| 16 | 1988 | 9      | Mazda Auto Hiroshima SC          | Matsuda SC                       | Yamaguchi Teachers               | Hiroshima Fujita SC              | Hiroshima Teachers           | Yonago FC                | Tottori Teachers     | Mitsubishi Oil Mizushima     | Hiroshima City Hall |                              | 16 |
| 17 | 1989 | 7      | Matsuda SC                       | Yamaguchi Teachers               | Hiroshima Fujita SC              | Okayama Teachers FC              | Hiroshima Teachers           | Mitsubishi Oil Mizushima | Yonago FC            | -                            | -                   |                              | 17 |
| 18 | 1990 | 9      | Matsuda SC                       | Mazda Auto Hiroshima SC          | Mitsubishi Motors Mizushima F.C. | Yamaguchi Teachers               | Hiroshima Teachers           | Hiroshima Fujita SC      | Okayama Teachers FC  | Mitsubishi Oil Mizushima     | Yonago FC           |                              | 18 |
| 19 | 1991 | 8      | Matsuda SC                       | NTN Okayama S.C.                 | Mitsubishi Motors Mizushima F.C. | Yamaguchi Teachers               | Ẽfini Hiroshima S.C.         | Hiroshima Teachers       | Hiroshima Fujita SC  | SC Tottori                   | -                   | Sử dụng hệ thống tính 3 điểm | 19 |
| 20 | 1992 | 8      | Mitsubishi Motors Mizushima F.C. | Ẽfini Hiroshima S.C.             | Matsuda SC                       | Hiroshima Fujita SC              | SC Tottori                   | Yamaguchi Teachers       | Hiroshima Teachers   | NTN Okayama S.C.             | -                   |                              | 20 |
| 21 | 1993 | 8      | Matsuda SC                       | Mitsubishi Motors Mizushima F.C. | Yamaguchi Teachers               | Hiroshima Fujita SC              | Ẽfini Hiroshima S.C.         | NTN Okayama S.C.         | SC Tottori           | Masuda Club                  | -                   |                              | 21 |
| 22 | 1994 | 8      | Matsuda SC                       | Mitsubishi Motors Mizushima F.C. | NTN Okayama S.C.                 | Ẽfini Hiroshima S.C.             | Hiroshima Fujita SC          | Yamaguchi Teachers       | SC Tottori           | Masuda Club                  | -                   |                              | 22 |
| 23 | 1995 | 8      | Hiroshima Fujita SC              | Mitsubishi Motors Mizushima F.C. | Matsuda SC                       | Yamakou FC                       | Mitsubishi Oil Mizushima     | Ẽfini Hiroshima S.C.     | NTN Okayama S.C.     | Yamaguchi Teachers           | -                   |                              | 23 |
| 24 | 1996 | 8      | Matsuda SC                       | Hiroshima Fujita SC              | Mitsubishi Motors Mizushima F.C. | Hiroshima Teachers               | Mitsubishi Oil Mizushima     | Yamaguchi Teachers       | Ẽfini Hiroshima S.C. | Yamakou FC                   | -                   |                              | 24 |
| 25 | 1997 | 8      | Matsuda SC                       | Mitsubishi Oil Mizushima         | Hiroshima Fujita SC              | Mitsubishi Motors Mizushima F.C. | Yamakou FC                   | Hiroshima Teachers       | NKK Fukuyama         | Yamaguchi Teachers           | -                   | Sút luân lưu được giới thiệu | 25 |
| 26 | 1998 | 8      | Matsuda SC                       | Hiroshima Fujita SC              | Mitsubishi Motors Mizushima F.C. | Hiroshima Teachers               | Mitsubishi Oil Mizushima     | NKK Fukuyama             | Yamakou FC           | SC Tottori                   | -                   |                              | 26 |
| 27 | 1999 | 8      | Mitsubishi Motors Mizushima F.C. | Hiroshima Fujita SC              | Matsuda SC                       | Hiroshima Teachers               | Nisseki Mitsubishi Mizushima | SC Tottori               | NKK Fukuyama         | Yamakou FC                   | -                   |                              | 27 |
| 28 | 2000 | 8      | SC Tottori                       | Mitsubishi Motors Mizushima F.C. | Hiroshima Teachers               | Hiroshima Fujita SC              | Yamaguchi Teachers           | Nisshin Steel Kure       | Matsuda SC           | Nisseki Mitsubishi Mizushima | -                   |                              | 28 |
| 29 | 2001 | 7      | Hiroshima FC                     | Mitsubishi Motors Mizushima F.C. | Hiroshima Fujita SC              | Hiroshima Teachers               | Matsuda SC                   | Nisshin Steel Kure       | Yamaguchi Teachers   | -                            | -                   |                              | 29 |
| 30 | 2002 | 8      | Mitsubishi Motors Mizushima F.C. | Hiroshima Fujita SC              | Hiroshima FC                     | Yamaguchi Teachers               | Iwami FC                     | Matsuda SC               | Hiroshima Teachers   | Nisshin Steel Kure           | -                   |                              | 30 |

### 2003 tới nay
|    | Năm  | Số đội | 1                                | 2                           | 3                                | 4                                | 5                                     | 6                           | 7                                     | 8                                     | 9                           | 10                                    | Ghi chú                    |    |
| -- | ---- | ------ | -------------------------------- | --------------------------- | -------------------------------- | -------------------------------- | ------------------------------------- | --------------------------- | ------------------------------------- | ------------------------------------- | --------------------------- | ------------------------------------- | -------------------------- | -- |
| 31 | 2003 | 8      | Mitsubishi Motors Mizushima F.C. | Tottori Kickers             | Iwami FC                         | Hiroshima Fujita SC              | JFE Steel West Japan                  | Hiroshima FC                | Matsuda SC                            | Yamaguchi Teachers                    | -                           | -                                     |                            | 31 |
| 32 | 2004 | 8      | Mitsubishi Motors Mizushima F.C. | Hiroshima Fujita SC         | Sagawa Express Chugoku S.C.      | Hitachi Works Kasado SC          | Iwami FC                              | JFE Steel West Japan        | Tottori Kickers                       | Hiroshima FC                          | -                           | -                                     |                            | 32 |
| 33 | 2005 | 7      | Sagawa Express Chugoku S.C.      | Fagiano Okayama             | Hiroshima Fujita SC              | Hitachi Works Kasado SC          | Iwami FC                              | JFE Steel West Japan        | Yamaguchi Teachers                    | -                                     | -                           | -                                     |                            | 33 |
| 34 | 2006 | 8      | Fagiano Okayama                  | Central Chūgoku             | Sagawa Express Chugoku S.C.      | Renofa Yamaguchi F.C.            | Hiroshima Fujita SC                   | JFE Steel West Japan        | Hitachi Works Kasado SC               | Iwami FC                              | -                           | -                                     |                            | 34 |
| 35 | 2007 | 8      | Fagiano Okayama                  | Central Chūgoku             | Renofa Yamaguchi F.C.            | Sagawa Express Chugoku S.C.      | Hiroshima Fujita SC                   | Matsuda SC                  | JFE Steel West Japan                  | Hitachi Works Kasado SC               | -                           | -                                     | Chia hai bảng được sử dụng | 35 |
| 36 | 2008 | 9      | Renofa Yamaguchi F.C.            | Sagawa Express Chugoku S.C. | NTN Okayama S.C.                 | FC Ube Yahhh-Man                 | Dezzolla Shimane                      | Hitachi Works Kasado SC     | Matsuda SC                            | JFE Steel West Japan                  | Hiroshima Fujita SC         | -                                     | Cấu trúc 10 đội được dùng  | 36 |
| 37 | 2009 | 10     | Sagawa Express Chugoku S.C.      | Renofa Yamaguchi F.C.       | NTN Okayama S.C.                 | FC Ube Yahhh-Man                 | JX Mizushima                          | Dezzolla Shimane            | Hitachi Works Kasado SC               | JFE Steel West Japan                  | Matsuda SC                  | Genki S.C.                            | Chia hai bảng bị loại bỏ   | 37 |
| 38 | 2010 | 10     | Renofa Yamaguchi F.C.            | Dezzolla Shimane            | Volador Matsue                   | Fagiano Okayama Next             | NTN Okayama S.C.                      | Sagawa Express Chugoku S.C. | JX Mizushima                          | FC Ube Yahhh-Man                      | Hitachi Works Kasado SC     | JFE Steel West Japan                  |                            | 38 |
| 39 | 2011 | 10     | Dezzolla Shimane                 | Renofa Yamaguchi F.C.       | Fagiano Okayama Next             | Mitsubishi Motors Mizushima F.C. | Fuji Xerox Hiroshima S.C.             | NTN Okayama S.C.            | Matsue City Football Club             | JX Nippon Oil & Energy Mizushima F.C. | Sagawa Express Chugoku S.C. | FC Ube Yahhh-Man                      |                            | 39 |
| 40 | 2012 | 10     | Dezzolla Shimane                 | Fagiano Okayama Next        | Matsue City Football Club        | Renofa Yamaguchi F.C.            | Mitsubishi Motors Mizushima F.C.      | Fuji Xerox Hiroshima S.C.   | JX Nippon Oil & Energy Mizushima F.C. | NTN Okayama S.C.                      | Hitachi Works Kasado SC     | SC Tottori Dreams                     |                            | 40 |
| 41 | 2013 | 10     | Fagiano Okayama Next             | Dezzolla Shimane            | Renofa Yamaguchi F.C.            | Matsue City Football Club        | NTN Okayama S.C.                      | Fuji Xerox Hiroshima S.C.   | Mitsubishi Motors Mizushima F.C.      | Sagawa Express Chugoku S.C.           | SRC Hiroshima               | JX Nippon Oil & Energy Mizushima F.C. |                            | 41 |
| 42 | 2014 | 10     | Matsue City Football Club        | Dezzolla Shimane            | Mitsubishi Motors Mizushima F.C. | SRC Hiroshima                    | JX Nippon Oil & Energy Mizushima F.C. | Fuji Xerox Hiroshima S.C.   | NTN Okayama S.C.                      | Sagawa Express Chugoku S.C.           | FC Ube Yahhh-Man            | Hitachi Works Kasado SC               |                            | 42 |
| 43 | 2015 | 10     | Matsue City Football Club        | Dezzolla Shimane            | Mitsubishi Motors Mizushima F.C. | SRC Hiroshima                    | International Pacific University      | NTN Okayama S.C.            | Fuji Xerox Hiroshima S.C.             | JX Nippon Oil & Energy Mizushima F.C. | Sagawa Express Chugoku S.C. | SC Matsue                             |                            | 43 |